# Tony Heurtebis
Tony Heurtebis (Saint-Nazaire, 15 juli 1975) is een voormalig Frans voetbaldoelman. Gedurende zijn carrière speelde hij onder andere voor Rennes en Troyes.
Heurtebis speelde op 21 mei 1998 een wedstrijd voor de selectie van Bretagne, tegen Kameroen.

## Carrière
- 1995-1999: Rennes
- 1999-2004: Troyes
- 2004-2005: Brest
- 2005-2010: FC Nantes